# Crash Bandicoot (jogo eletrônico)
Crash Bandicoot é um jogo eletrônico de plataforma de 1996, desenvolvido pela Naughty Dog e publicado pela Sony Computer Entertainment para o PlayStation. O jogador controla Crash, um bandicoot geneticamente aprimorado criado pelo cientista louco Doutor Neo Cortex. A história segue Crash enquanto ele pretende frustrar os planos de Cortex para dominar o mundo e resgatar sua namorada Tawna, uma bandicoot feminina também criada por Cortex. O jogo é desenvolve-se a partir de uma perspectiva de terceira pessoa em que a câmera segue atrás de Crash, embora alguns níveis apresentem perspectivas de rolagem para frente e rolagem lateral.
Depois de aceitar um contrato de publicação da Universal Interactive Studios, os co-fundadores da Naughty Dog, Andy Gavin e Jason Rubin, partiram em uma viagem nacional de Boston a Los Angeles. Durante este tempo, eles decidiram criar um jogo de plataforma de ação baseado em personagens a partir de uma perspectiva tridimensional, tendo observado a tendência gráfica nos jogos arcade. O personagem principal do jogo foi provisoriamente chamado de "Willy the Wombat", e os cartunistas Joe Pearson e Charles Zembillas foram contratados para ajudar a criar os personagens e a história do jogo. Crash Bandicoot recebeu esse nome por sua habitual destruição de caixotes, que foram inseridos no jogo para aliviar o vazio nas fases. A Sony concordou em publicar o jogo após uma demonstração da Naughty Dog, com jogo sendo revelado na E3 de 1996.
Crash Bandicoot recebeu avaliações positivas dos críticos musicais, os quais elogiaram os gráficos, apresentação, áudio, dificuldade e o protagonista do jogo, mas criticaram a linearidade e a ausência de inovação como um jogo de plataforma. O jogo vendeu mais de seis milhões de unidades, tornando-se um dos jogos mais vendidos do PlayStation. Para o lançamento do jogo no Japão, a jogabilidade e a estética passaram por uma extensa reformulação para tornar o jogo mais palatável para o público japonês e, como resultado, alcançou sucesso comercial no Japão. Crash Bandicoot tornou-se o primeiro título da franquia de jogos homônima que eventualmente alcançaria sucesso crítico e comercial, bem como estabeleceria a reputação da Naughty Dog na indústria de jogos eletrônicos. Uma versão remasterizada foi lançada como parte de Crash Bandicoot N. Sane Trilogy em 2017.

## Jogabilidade
O jogo se passa nas fictícias ilhas Wumpa, um arquipélago situado na costa noroeste da Austrália e possui 32 fases, sendo seis delas de chefes e duas fases secretas. Com exceção dos chefes e da fase The Great Hall, todas as fases contém caixas a serem quebradas. Se todas as caixas forem quebradas e o jogador chegar ao final da fase sem morrer, ou morrer antes do primeiro checkpoint da fase, ganhará um diamante. Esses diamantes são importantes porque habilitam o final secreto na fase "The Great Hall" ("A grande varanda"). As caixas podem conter vários itens úteis, como Frutas Wumpa, Moedas (Figuras) de Bônus que são do Dr. Neo Cortex (só há apenas 2 e servem para abrir as fases secretas), Dr. Nitrus Brio e da Tawna, Moedas (Figuras) de Crash e Máscaras de Aku Aku.

## Enredo
Nas ilhas distantes próximas à costa sudeste da Austrália, os malignos cientistas Dr. Neo Cortex e seu assistente Dr. Nitrus Brio desenvolvem um acelerador genético chamado Evolvo-Ray para transformar os habitantes das ilhas em feras com força sobre-humana, e eles escolhem um bandicoot chamado Crash para ser o general de seu exército de animais-soldados. No entanto, Cortex decide fazer um teste inicial em um ainda não totalmente funcional Vórtice Cortex, a máquina que detém o Evolvo-Ray, apesar de seu assistente alertar que o Vórtice não está pronto. Cortex testa Crash na máquina, mas o experimento falha e o Vórtice o rejeita; Crash aproveita o momento para escapar pela janela e acaba caindo em mar aberto. Cortex mantém Tawna, outra bandicoot, como sua próxima cobaia.
Tendo se apegado a Tawna durante o cativeiro, Crash faz uma longa jornada para resgatá-la e derrotar Cortex. Ele é arrastado pelo oceano e acorda na praia de N. Sanity Beach, e faz o seu caminho através da selva. Ele enfrenta muitos perigos, incluindo o líder da tribo da selva, Papu Papu, irritado por ter sido acordado durante sua soneca. Durante sua aventura, Cortex envia um de seus experimentos mutantes chamado Ripper Roo para impedir que Crash avance. Crash derrota Roo usando caixotes de TNT e prossegue através de cidades abandonadas e templos antigos. Ele encontra outro capanga do Cortex, um coala musculoso chamado Koala Kong, mas também o vence e finalmente chega à ilha principal de Cortex. Ele também enfrenta os aliados mais próximos da Cortex, o gângster Pinstripe Potoroo e o assistente da Cortex, Nitrus Brio. N. Brio usa seus produtos químicos para se transformar em um gigante monstro verde, mas durante batalha o castelo é mergulhado em chamas. Crash consegue chegar ao topo do castelo, e enfrenta seu criador em cima de seu dirigível.  Apesar dos melhores esforços de Cortex para acabar com sua criação, Crash usa os raios de plasma do próprio Cortex para arremessá-lo de sua prancha; Cortex cai na ilha, derrotado. Tawna é resgatada, e ela e Crash voam juntos no dirigível de Cortex.

### Final secreto
(Esse final não é canônico dentro da série) Depois de pegar todos os diamantes e de pular de gema em gema da fase The Great Hall, Crash e Tawna fogem voando num urubu, e depois disso, há um epílogo que conta o que aconteceu com cada chefe após a derrota de Cortex, transcrito logo abaixo:
- Papu Papu: Papu Papu vendeu as ruínas do castelo de Cortex para um construtor de pousadas. Ele então utilizou os procedimentos para abrir uma loja de roupas extra-grandes na ilha.
- Ripper Roo: Depois de uma intensa terapia e oito anos de uma melhor educação, o Dr. Ripper Roo começou a escrever o renomado livro "Através dos olhos do Vórtice: Um estudo sobre a Evolução Acelerada e suas consequências".
- Koala Kong: Koala Kong mudou-se para Hollywood e lá assinou um contrato de cinema de proporções universais. Atualmente ele está trabalhando com um logopedista para melhorar sua dicção.
- Pinstripe: Pinstripe mudou-se para Chicago, onde agora é presidente de uma grande companhia de saneamento. Ela está guardando dinheiro para sua vindoura campanha governamental.
- Dr. Nitrus Brio: Depois do desaparecimento de seu mentor, o cientista Nitrus Brio redescobriu sua verdadeira vocação: ser garçom.
- Dr. Neo Cortex: Nunca mais se ouviu falar de Cortex depois que Crash arruinou seus planos… Mas cientistas do mal são mais difíceis de se esmagar que baratas.

## Personagens
O protagonista da história e do personagem jogável é Crash Bandicoot, um marsupial heróico, ágil e mutante que precisa salvar sua namorada Tawna. O principal antagonista é doutor Neo Cortex, um cientista louco que foi muitas vezes ridicularizado pela comunidade científica por suas bizarras (mas quase viáveis) teorias e agora está motivado para provar seus algozes errados, criando um exército mutante de animais para conquistar o mundo. O capanga de Cortex é o doutor Nitrus Brio, o criador inseguro do Evolvo-Ray. O interesse e paixão de Crash é Tawna, uma bandicoot fêmea prestes a sofrer experimentação pelos cientistas. Quem o ajuda em sua jornada é um espírito antigo do bruxo chamado Aku Aku, que espalhou máscaras de si mesmo em todas as ilhas para conceder poderes especiais para Crash. Os vilões do jogo incluem Papu Papu, o chefe de uma tribo de indígenas; Ripper Roo, um canguru demente com afiadas unhas; Koala Kong, um coala muscular, mas pouco inteligente, e Pinstripe Potoroo,  empunhando uma metralhadora e é guarda-costas de Neo Cortex. Todos os personagens são dublados por Brendan O'Brien. Em Crash Bandicoot Trilogy, Aku Aku é dublado por Mel Winkler porque ele dá dicas nesse jogo após ser libertado. Apesar de Uka Uka não aparecer ainda e sua primeira aparição ser apenas em Crash Bandicoot 3, sua voz é ouvida na fase Temple Ruins e nas cenas antes dos créditos reclamando raivosamente da derrota de Neo Cortex e de seus planos terem ido por água abaixo, sendo dublado por Clancy Brown.

## Desenvolvimento
Crash Bandicoot foi criado pelos fundadores da Naughty Dog: Andrew Gavin e Jason Rubin. O desenvolvimento do jogo começou em agosto de 1994, quando Gavin e Rubin contrataram Charles Zembillas e Joe Pearson para ajudar a criar a aparência do personagem principal.
O jogo começou a ser desenvolvido em Massachusetts e depois foi movido para a Califórnia. O personagem principal se chamaria Willy Wombat, mas seu nome foi mudado para Crash Bandicoot. A Sony tornou-se a distribuidora oficial do jogo em março de 1995, e o jogo foi anunciado ao público em maio de 1996, na Electronic Entertainment Expo.

## Recepção
Crash Bandicoot recebeu avaliações favoráveis dos críticos. Game Revolution comparou fortemente o jogo com Donkey Kong Country e acrescentou que "tudo está muito bem estruturado, com alguns dos melhores controles que eu já vi ou senti em um jogo. Os gráficos são mais suaves e nítidos do que em outros títulos de Playstation. Mas como um jogo de plataforma, ele não tem nada de realmente novo ou revolucionário". IGN observou que "fundos lindos e animação suave e sedosa, fazem deste um dos títulos mais bonitos disponíveis para o PlayStation. O controle é muito bom, embora seja um pouco lento em alguns dos níveis." Zach Meston do GameSpot disse que o jogo era "tão plano quanto atropelamentos em uma rodovia de quatro pistas", mas observou que o jogo tem "ambientes de selva brilhantemente coloridos e complexos que possuem verdadeira diversidade de forma e textura".
Em novembro de 2003, Crash Bandicoot rendeu aproximadamente 6,8 milhões de dólares, tornando-se o jogo de PlayStation mais vendido de todos os tempos. O sucesso do jogo resultou em um relançamento para a linha Sony Greatest Hits em 15 de setembro de 1997 e para o Platinum Range em março de 1998. Crash Bandicoot foi o primeiro jogo não-japonês a receber um "Prêmio de Ouro" no Japão por vender mais de 500.000 cópias. O jogo passou quase dois anos na lista do NPD dos 20 jogos mais vendidos do PlayStation, e só saiu desse top 20 em setembro de 1998.

## Sequências
Crash Bandicoot recebeu duas sequências diretas: Crash Bandicoot 2: Cortex Strikes Back e Crash Bandicoot 3: Warped, e depois um jogo de corrida de karts, Crash Team Racing, sendo que todos foram desenvolvidos pela Naughty Dog e lançados para PlayStation, sendo que Team Racing foi o último jogo da série criado pela companhia antes dela começar a desenvolver a série Jak and Daxter.
Depois de Team Racing, a Eurocom desenvolveu o último jogo da série para PlayStation, o party Crash Bash. Depois desse, vários outros jogos foram lançados de inúmeras desenvolvedoras diferentes, tornando-se uma franquia multiplataforma e uma das mais vendidas de todos os tempos, com 40 milhões de cópias vendidas em 2007.
Oficialmente foram lançadas as sequências Crash Bandicoot: The Wrath of Cortex (conhecida no Japão como Crash Bandicoot 4: Explosion! Magician Power), Crash Twinsanity (conhecida no Japão como Crash Bandicoot 5: Crash and Cortex no Yabou?!?), Crash of the Titans e Crash: Mind Over Mutant.